# Jardín Botánico de la Universidad de Copenhague
El Jardín Botánico de la Universidad de Copenhague (en danés: Botanisk Have (København), también Universitets Botaniske Have), es un jardín botánico de unas 10 hectáreas de extensión. El jardín botánico es parte del Museo de Historia Natural de Dinamarca, que así mismo es parte de la Facultad de Ciencias de la Universidad de Copenhague.
Es miembro del BGCI, y presenta trabajos para la Agenda Internacional para la Conservación en los Jardines Botánicos, su código de identificación internacional como institución botánica, así como las siglas de su herbario es C.

## Localización
Este jardín botánico se encuentra en el centro de Copenhague, Dinamarca. 
Københavns Universitets Botaniske Have Øster Farimagsgade 2B, København, Hovedstaden DK - 1353 Danmark-Dinamarca.55°41′13″N 12°34′26″E / 55.68694, 12.57389
Se encuentra abierto todos los días del año.

## Historia

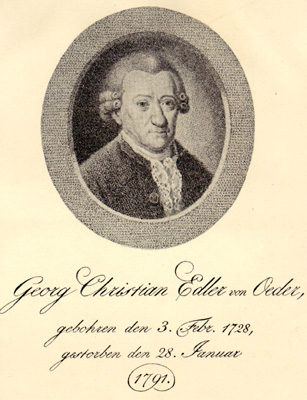
Georg Christian Oeder

Los antecedentes del Jardín botánico de la universidad de Copenhague se encuentran en el primer, Hortus Medicus, que se creó el 2 de agosto de 1600, por la cédula y donación reales de un terreno en Skidenstraede (ahora Krystalgade), que perteneció previamente al museo zoológico. También se construyó una residencia adyacente al jardín para uno de los profesores. 
No se proporcionó ningún medio financiero para el mantenimiento del jardín pero en 1696, uno de los supervisores del jardín, Rasmus Caspar Bartholin, fue quién fijó la dotación de la paga para un jardinero. 
Uno de los hombres más prominentes de su tiempo, Ole Worm (1588-1654), impulsó una reforma alrededor de 1620 de la enseñanza de medicina y botánica y restableció planes para construir un jardín botánico, que no se efectuaron. 
En 1621, Ole Worm asumió el control personalmente de la gerencia del descuidado jardín e introdujo una gran cantidad de plantas medicinales danesas así como especies extranjeras raras que recibió de sus muchos contactos profesionales en el exterior.

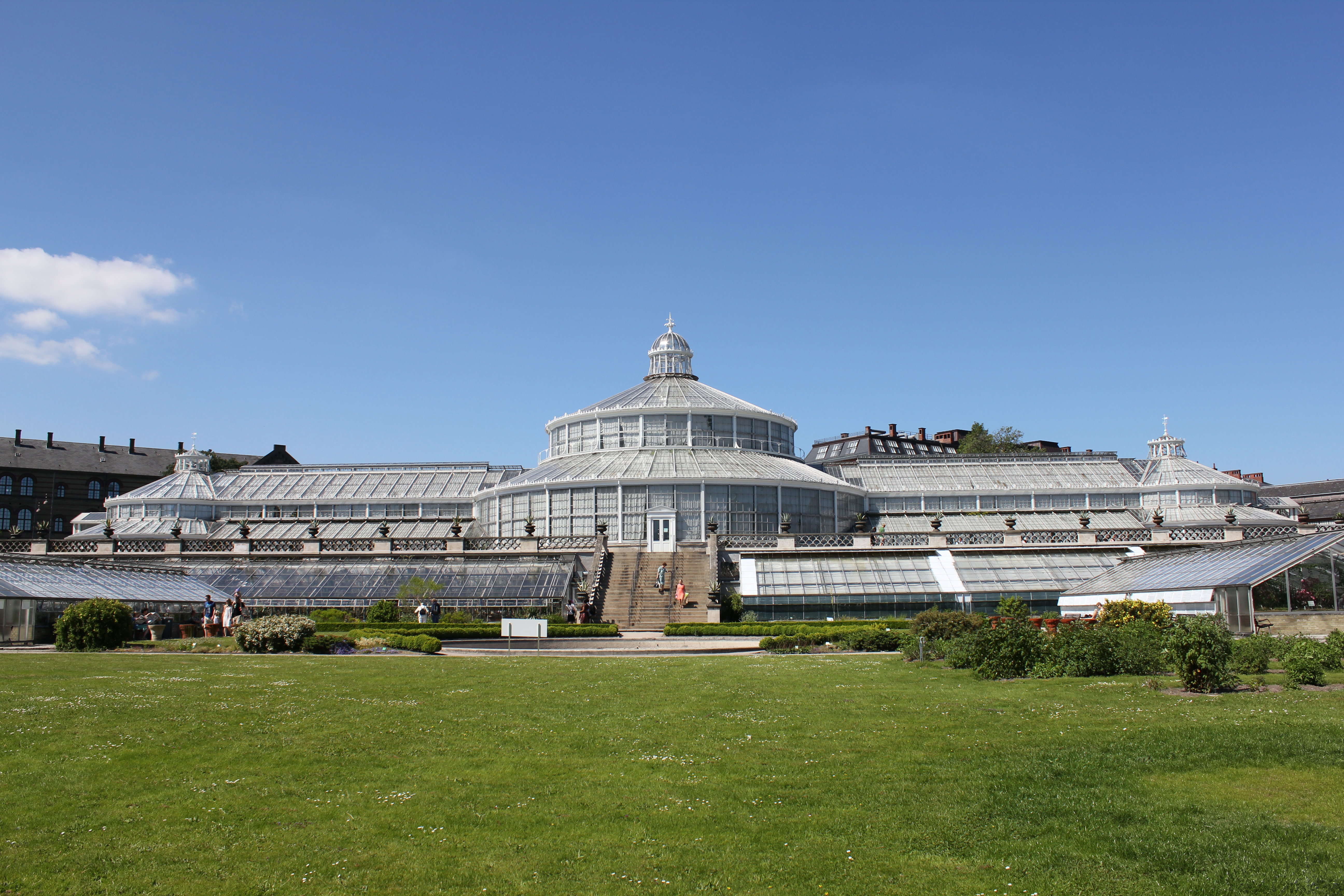
La casa de la Palmera de 1874.

Un segundo jardín botánico fue presentado por Georg Christian Oeder en 1752 en el distrito de nueva fundación Frederiksstaden por iniciativa del rey Frederik V en un lugar junto a Amaliegade justo al norte del Frederiks Hospital. La sección occidental más pequeña, cubriendo apenas la mitad de una hectárea, fue equipada de un invernadero mientras que la sección del este seguía siendo en gran parte silvestre. El jardín fue abierto al público en 1763.
El primer estuche botánico completamente funcional pudo llegar a ser posible en 1769, cuando Cristian VII donó 2.500 daler a la Universidad, lo cual fue utilizado para la estructuración y cultivo del jardín. Al año siguiente el rey concede una parte del jardín botánico de Oeder del Palacio Amalienborg a la Universidad, perfilándose que los planes para ampliar el viejo jardín no serían llevados a cabo. En 1778, el primer jardín botánico fue cerrado. En los años siguientes Bautice Friis Rottboell (1727-1797), profesor de medicina, trabajó para conseguir erigir un invernadero.
El jardín botánico consiguió su localización actual en 1870. Cuatro años más adelante en 1874 los jardines consiguieron su gran complejo de invernaderos por iniciativa de J.C. Jacobsen del grupo Carlsberg, quien también lo financió. Su inspiración era la del edificio de cristal del The Crystal Palace que fue erigido para La Gran Exposición de Londres en 1851.
En 1977, los jardines incluyendo los invernaderos llegaron a ser incluidos en catálogos de conservación del Patrimonio nacional por las autoridades danesas de la conservación. Actualmente, el jardín botánico de Copenhague es un jardín informal con entrada libre. Hay invernaderos, museo y herbario, una biblioteca (admisión mediante previa cita solamente) una tienda que vende al por menor plantas, semillas y una pequeña selección de equipo de jardín y lugar de consumición.

## Colecciones
Actualmente el jardín botánico alberga 22.052 plantas vivas catalogadas en la base de datos electrónica, y que representan a 359 familias, 2.984 géneros y 13.210 especies. Además, una gran cantidad de taxones subspecificos y de plantas experimentales no se colocan en la base de datos. 
Sus plantas se encuentran agrupadas en :
- Invernaderos, hay varios que tienen que ser mantenidos con diversos regímenes climáticos, según condicionantes con respecto a la luz, a la humedad, a las condiciones del suelo etc. Entre estas son varias las especies que se encuentran en peligro crítico de extinción en el medio salvaje, e.j. en las islas Galápagos en el Océano Pacífico y en las islas Mascareñas en el Océano Índico. El jardín botánico tiene como objetivo el mantener colecciones de plantas que son representativas en términos de relaciones taxonómicas, de adaptaciones ecológicas, del origen geográfico, de hábitat, y de utilidad a la humanidad.
- Grupos taxonómicos, con las plantas que se cultivan sobre todo para propósitos de información, se colocan y se agrupan por consiguiente, como por ejemplo en las (e.j. la colección de la orquídeas, la colección de Sorbus),
- Grupos biológicos (e.j. la sección anual, las plantas carnívoras),
- Agrupaciones ecológicas (e.j. el prado del pantano, las secciones de la estepa),
- Grupos geográficos (e.j. la sección de las plantas danesas, la colección de Madagascar),
- Agrupaciones climáticas (e.j. la casa de las Palmeras, la casa de las suculentas).
- Al aire libre se encuentran colecciones de plantas árticas y alpinas,
- El banco de germoplasma contiene las semillas de cerca de 800 especies danesas silvestres, de unas 1000 especies de las colecciones del jardín, y de cerca de 150 adquisiciones de semillas clasificadas como particularmente relevantes para los proyectos de investigación. Más de 50 especies se mantienen a través del cultivo del tejidos vivos de plantas en el laboratorio.